# Condado de Butler (Misuri)
El condado de Butler (en inglés: Butler County) es un condado en el estado estadounidense de Misuri. En el censo de 2000 el condado tenía una población de 40.867 habitantes. La sede de condado es Poplar Bluff. El condado fue formado el 27 de febrero de 1849 a partir de una porción del condado de Wayne. Fue nombrado en honor a William Orlando Butler, un representante de Kentucky que fue candidato a vicepresidente en las elecciones de 1848.

## Geografía
Según la Oficina del Censo, el condado tiene un área total de 1.810 km² (699 sq mi), de la cual 1.807 km² (698 sq mi) es tierra y 3 km² (1 sq mi) (0,20%) es agua.

### Condados adyacentes
- Condado de Wayne (norte)
- Condado de Stoddard (este)
- Condado de Dunklin (sureste)
- Condado de Clay, Arkansas (sur)
- Condado de Ripley (oeste)
- Condado de Carter (noroeste)

### Áreas protegidas nacionales
- Mark Twain National Forest

## Autopistas importantes
- U.S. Route 60
- U.S. Route 67
- U.S. Route 160
- Ruta Estatal de Misuri 51
- Ruta Estatal de Misuri 53
- Ruta Estatal de Misuri 142

## Demografía
En el  censo de 2000, hubo 40.867 personas, 16.718 hogares y 11.318 familias residiendo en el condado. La densidad poblacional era de 59 personas por milla cuadrada (23/km²). En el 2000 había 18.707 unidades habitacionales en una densidad de 27 por milla cuadrada (10/km²). La demografía del condado era de 92,16% blancos, 5,22% afroamericanos, 0,56% amerindios, 0,44% asiáticos, 0,01% isleños del Pacífico, 0,26% de otras razas y 1,36% de dos o más razas. 1,01% de la población era de origen hispano o latino de cualquier raza. 
La renta promedio para un hogar del condado era de $34.422 y el ingreso promedio para una familia era de $42.713. En 2000 los hombres tenían un ingreso medio de $27.449 versus $19.374 para las mujeres. La renta per cápita para el condado era de $20.282 y el 18,60% de la población estaba bajo el umbral de pobreza nacional.

## Localidades

### Ciudades y pueblos
| - Broseley - Fagus - Fisk | - Harviell - Hendrickson - Neelyville | - Poplar Bluff - Qulin - Rombauer |

### Municipios
- Municipio de Ash Hill
- Municipio de Beaver Dam
- Municipio de Black River
- Municipio de Cane Creek
- Municipio de Coon Island
- Municipio de Epps
- Municipio de Gillis Bluff
- Municipio de Neely
- Municipio de Poplar Bluff
- Municipio de St. Francois